# Mademoiselle Volcan
Pour plus de détails, voir Fiche technique et Distribution.
Mademoiselle Volcan (Bombshell) est un film américain en noir et blanc réalisé par Victor Fleming, sorti en 1933.

## Synopsis
Lola Burns est une vedette hollywoodienne, harcelée par les journalistes, accaparée par les professionnels du cinéma et sans cesse sollicitée par sa famille et son personnel de maison. Aspirant à une vie calme de mère de famille loin des bruits et de la fureur de Hollywood, elle s’enfuit à la campagne où elle rencontre Gifford Middleton, un fils de famille distingué qui semble tout ignorer de sa réputation de sex-symbol. Tout pourrait aller pour le mieux sans les interventions de Space Hanlon, son agent prêt à tout pour la faire revenir à Hollywood.

## Fiche technique
- Titre original : Bombshell
- Titre français : Mademoiselle Volcan
- Réalisation : Victor Fleming
- Scénario : John Lee Mahin et Jules Furthman, d'après une pièce de Caroline Francke et Mack Crane
- Musique : William Axt (non crédité)
- Direction artistique : Merrill Pye
- Décors : Edwin B. Willis
- Costumes : Adrian
- Photographie : Harold Rosson et Chester A. Lyons
- Montage : Margaret Booth
- Production : Hunt Stromberg et Irving Thalberg
- Société de production : Metro-Goldwyn-Mayer
- Pays de production :  États-Unis
- Langue :anglais américain
- Format : noir et blanc — 35 mm — 1,37:1 — son : mono (Western Electric Sound System)
- Genre : comédie romantique
- Durée : 96 minutes
- Dates de sortie :
  - États-Unis : 13 octobre 1933
  - France : 28 décembre 1934

## Distribution
- Jean Harlow : Lola Burns
- Lee Tracy : E. J. « Space » Hanlon
- Frank Morgan : « Pops » Burns, père de Lola
- Franchot Tone : Gifford Middleton
- Pat O'Brien : Jim Brogan
- Una Merkel : Mac
- Ted Healy : Junior Burns, frère de Lola
- Ivan Lebedeff : Hugo, marquis Di Pisa
- Isabel Jewell : Lily
- Louise Beavers : Loretta
- Leonard Carey : Winters
- Mary Forbes : Mme Middleton
- C. Aubrey Smith : Wendell Middleton
- June Brewster : Alice Cole

Acteurs non crédités
- Ed Brady : un photographe
- Mary Carr : Mlle Talley
- Edward Gargan : le deuxième agent d'immigration
- Greta Meyer : la masseuse de Lola
- Morgan Wallace : H. G. Gillette